# Most Uniwersytecki w Poznaniu
Most Uniwersytecki w Poznaniu – wiadukt drogowy nad linią kolejową, w granicach administracyjnych miasta Poznania. 
Nazwa związana jest z Uniwersytetem im. Adama Mickiewicza, którego budynki znajdują się w bliskim sąsiedztwie: Collegium Iuridicum, Aula Uniwersytecka i rektorat (Collegium Minus). Pierwotnie zbudowany był według projektu Lucjana Ballenstaedta. W latach 2014–2015, z uwagi na zły stan techniczny, został rozebrany a następnie wybudowany od podstaw.
Stanowi przedłużenie ul. Święty Marcin w kierunku Ronda Kaponiera. Łączy Dzielnicę Cesarską z Jeżycami.
Wiadukt posiada:
- dwa chodniki,
- jezdnię,
- wydzielone torowisko tramwajowe.

Przy południowo-wschodnim krańcu znajduje się rzeźba Obszar obrazów efemerycznych autorstwa Jana Berdyszaka.